# 丰特努瓦
丰特努瓦（法語：Fontenoy，法語發音：[fɔ̃tnwa] ⓘ）是法国上法蘭西大區埃纳省的一个市镇，属于苏瓦松区。

## 地理
丰特努瓦（49°24'26"N, 3°11'55"E）面积9.03 平方千米，位于法国上法蘭西大區埃纳省，该省份为法国北部内陆省份，北起北部省，西接索姆省和瓦兹省，东临阿登省和马恩省，西南至塞纳-马恩省，东北部与比利时接壤。
与丰特努瓦接壤的市镇（或旧市镇、城区）包括：昂布勒尼、贝尔尼里维耶尔、屈西昂纳尔蒙、努夫龙-万格雷、奥斯利库蒂勒、佩尔南、勒松勒隆、塔尔捷。

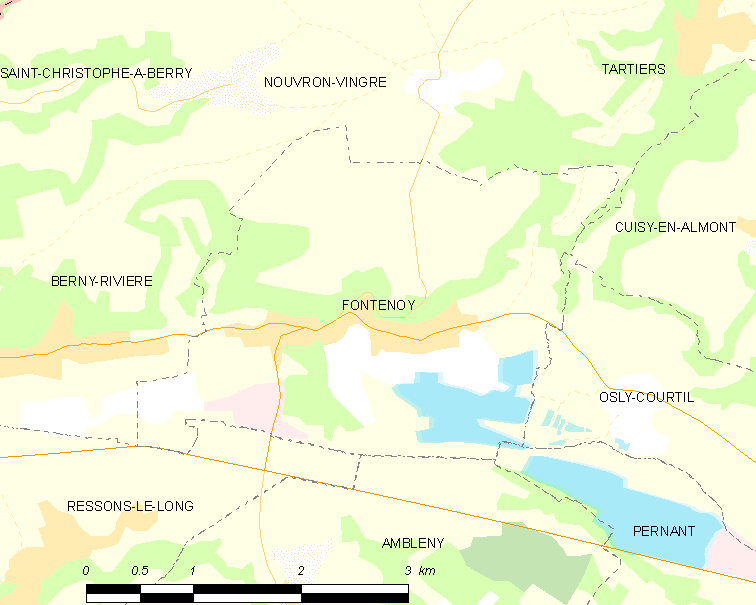
丰特努瓦的OSM定位图

丰特努瓦的时区为UTC+01:00、UTC+02:00（夏令时）。

## 行政
丰特努瓦的邮政编码为02290，INSEE市镇编码为02326。

## 政治
丰特努瓦所属的省级选区为埃纳河畔维克县。

## 人口

1962-2008年间丰特努瓦人口变化图示

丰特努瓦于2022年1月1日时的人口数量为470人。